# NGC 5034
NGC 5034 é uma galáxia espiral (Sc) localizada na direcção da constelação de Ursa Minor. Possui uma declinação de +70° 38' 59" e uma ascensão recta de 13 horas, 12 minutos e 19,2 segundos.
A galáxia NGC 5034 foi descoberta em 7 de Abril de 1793 por William Herschel.